# Erythrodiplax bromeliicola
Erythrodiplax bromeliicola é uma espécie de libelinha da família Libellulidae.
Pode ser encontrada nos seguintes países: Cuba e Jamaica.
Os seus habitats naturais são: florestas subtropicais ou tropicais húmidas de baixa altitude.
Está ameaçada por perda de habitat.